# Saaxumhuizen
Saaxumhuizen (en groningois : Soaksumhoezen) est un village de la commune néerlandaise de Het Hogeland, situé dans la province de Groningue.

## Histoire
Saaxumhuizen fait partie de la commune de Winsum avant le 1er janvier 2019, quand celle-ci est supprimée et fusionnée avec Bedum, Eemsmond et De Marne pour former la nouvelle commune de Het Hogeland.

## Démographie
Le 1er janvier 2019, le village comptait 15 habitants.